# 1973年飓风弗兰
飓风弗兰（英語：Hurricane Fran）最初又名亚热带风暴布拉沃（Subtropical storm Bravo），是1973年10月的一场一级飓风，虽然行进路径很长，但基本没有造成破坏。系统源自10月1日伊斯帕尼奥拉岛近海的东风波，在十月首周缓慢发展，到4日时已形成下层低气压区，对流活动也有增长。10月8日，系统成为亚热带低气压，不久后再升级成亚热带风暴布拉沃。气旋继续强化并发展出越来越明显的热带天气系统特征。经过10月10日侦察机确认，风暴已转变成热带气旋，并在升级成飓风的同时获名“弗兰”。
受西风带中的低气压区影响，飓风快速朝东北移动。到了10月11日，弗兰已在绕过亚速尔群岛后达到风力时速130公里、最低气压978毫巴（百帕，28.88英寸汞柱）的最高强度。由于行经洋面水温逐渐降低，风暴在逼近法国海岸期间于10月12日转变成温带气旋。抵达陆地前不久，系统被冷锋吸收。整场风暴自始至终对陆地的影响都很小。

## 气象历史
飓风弗兰源自10月1日伊斯帕尼奥拉岛北面同对流区关联的东风波。系统以每小时24公里的速度向西移动，但强度基本保持不变，美国国家飓风中心认为气旋不会有显著发展。到了10月4日，系统已开始同美国东南部附近的中对流层低压槽相互影响，发展出下层低气压区。低气压区向东前进，环流周围开始发展出对流（即雷暴和降水），但整体结构还不属热带气旋。10月7日，低气压区附近船只发现气压逐渐下降，表明系统正在增强。卫星观测数据表明气旋结构杂乱无章，结构上更接近亚热带气旋。10月8日晚，系统经充分组织成为亚热带低气压。
冷锋的残留冷空气侵入气旋环流，但这些冷空气却逐渐回暖。10月9日，亚热带低气压的风速提升到烈风强度，气象部门因此将之升级成亚热带风暴并以“布拉沃”（Bravo）命名。10月10日，风暴已有显著强化，飓风猎人在距气旋中心约25公里处测得飓风强度风力。美国国家飓风中心为此将风暴升级成飓风，并用“弗兰”（Fran）重新命名。成为热带气旋后，系统发展出强劲外流和大量对流带，并且还形成55公里宽的风眼。
受西风带中强烈的下层低气压区影响，弗兰整体加速向东逼近亚速尔群岛，虽然移动速度高达每小时48至56公里，但仍在继续组织。到了10月11日，仍在快速朝东北移动的风暴已开始向温带气旋转变。在此期间，飓风达到风力时速130公里的最高强度。10月12日绕过亚速尔群岛后不久，气旋行经洋面水温降至16°C，远不足以维持热带气旋发展。当晚，弗兰的中心气压降至978毫巴（百帕，28.88英寸汞柱），这也是正式纪录中风暴的最低气压。达到最高强度后不久，飓风转变成温带气旋，并与法国近海的冷锋融合。

## 影响
虽然弗兰是以飓风强度从亚速尔群岛附近经过，但各岛所测最高风速只达到每小时75公里，并且也没有任何记载表明群岛受到破坏。10月12日，风暴遇到一艘法国船只，该船测得每小时65公里的持续风速和981毫巴（百帕，28.97英寸汞柱）气压。飓风的温带残留经过期间，英格兰和法国近海多艘船只测得时速95公里大风。